# Sascha Klein
Sascha Klein (Eschweiler, 12 de septiembre de 1985) es un deportista alemán que compite en saltos de plataforma.
Participó en tres Juegos Olímpicos de Verano, obteniendo una medalla de plata en Pekín 2008, en la prueba sincronizada (junto con Patrick Hausding), el séptimo lugar en Londres 2012 y el cuarto en Río de Janeiro 2016, en la misma prueba.
Ganó cinco medallas en el Campeonato Mundial de Natación entre los años 2011 y 2017, y dieciséis medallas en el Campeonato Europeo de Natación entre los años 2006 y 2016.

## Palmarés internacional
| Juegos Olímpicos   | Juegos Olímpicos         | Juegos Olímpicos  | Juegos Olímpicos       |
| Año                | Lugar                    | Medalla           | Prueba                 |
| ------------------ | ------------------------ | ----------------- | ---------------------- |
| 2008               | Pekín (China)            | Medalla de plata  | Plataforma 10 m sincro |
| Campeonato Mundial |                          |                   |                        |
| Año                | Lugar                    | Medalla           | Prueba                 |
| 2011               | Shanghái (China)         | Medalla de plata  | Plataforma 10 m sincro |
| 2011               | Shanghái (China)         | Medalla de bronce | Plataforma 10 m        |
| 2013               | Barcelona (España)       | Medalla de oro    | Plataforma 10 m sincro |
| 2013               | Barcelona (España)       | Medalla de bronce | Plataforma 10 m        |
| 2017               | Budapest (Hungría)       | Medalla de bronce | Plataforma 10 m sincro |
| Campeonato Europeo |                          |                   |                        |
| Año                | Lugar                    | Medalla           | Prueba                 |
| 2006               | Budapest (Hungría)       | Medalla de plata  | Plataforma 10 m sincro |
| 2008               | Eindhoven (Países Bajos) | Medalla de oro    | Plataforma 10 m sincro |
| 2008               | Eindhoven (Países Bajos) | Medalla de plata  | Plataforma 10 m        |
| 2009               | Turín (Italia)           | Medalla de oro    | Plataforma 10 m sincro |
| 2010               | Budapest (Hungría)       | Medalla de oro    | Plataforma 10 m        |
| 2010               | Budapest (Hungría)       | Medalla de oro    | Plataforma 10 m sincro |
| 2011               | Turín (Italia)           | Medalla de oro    | Plataforma 10 m        |
| 2011               | Turín (Italia)           | Medalla de oro    | Plataforma 10 m sincro |
| 2012               | Eindhoven (Países Bajos) | Medalla de oro    | Plataforma 10 m sincro |
| 2013               | Rostock (Alemania)       | Medalla de oro    | Plataforma 10 m sincro |
| 2013               | Rostock (Alemania)       | Medalla de plata  | Equipo mixto           |
| 2014               | Berlín (Alemania)        | Medalla de oro    | Plataforma 10 m sincro |
| 2014               | Berlín (Alemania)        | Medalla de bronce | Plataforma 10 m        |
| 2014               | Berlín (Alemania)        | Medalla de bronce | Equipo mixto           |
| 2015               | Rostock (Alemania)       | Medalla de oro    | Plataforma 10 m sincro |
| 2016               | Londres (Reino Unido)    | Medalla de oro    | Plataforma 10 m sincro |